# クラプコ脱炭酸
クラプコ脱炭酸（クラプコだつたんさん、Krapcho decarboxylation）は、エステルにハロゲン化物イオンを反応させることで起こる脱炭酸反応のことである。炭素原子に求核攻撃する必要があるため、エステルは、マロン酸エステル、α-シアノエステル、α-スルホニルエステルのように、β位が電子求引基である必要がある。反応全体におけるエントロピーの増大を駆動力にして当反応は進行しており、副生成物として、クロロメタンと二酸化炭素がガスとして放出される。
必ず片方のみのエステル部分の結合が開裂するため、当反応はマロン酸エステルの加水分解及び脱炭酸を行う際に非常に有用である。